# Mrsunja
Mrsunja je vodotok u Hrvatskoj kod Slavonskog Broda. Lijeva je pritoka Save. Današnji vodotok nastao je hidroregulacijom poljoprivrednih površina Jelas polja. Podjelom Jelas polja na više slivova prema konfiguraciji terena i blizini crpne stanice kojoj gravitiraju kanali, riješena je unutarnja odvodnja Jelas polja. 1960. godine izgrađena je crpna stanica Mrsunja, ukupna kapaciteta 8 m3/s. Mrsunja je kanal osnovne odvodnje unutar melioracijskog područja. Preko crpne stanice Mrsunja obavlja se odvodnja za vrijeme velikih voda rijeke Save. 96 Sliv Mrsunje površine je 2.664 ha i najniži je dio Jelas polja.
Mrsunja nastaje od ispusta ribnjaka Jasinje. Teče ka istoku. Dijeli se u dva kraka kod lovišta Migalovaca. Južni krak ulijeva se u Savu, a istočni se u Savu ulijeva kod Slavonskog Broda. Kanal je širine 20 metara, dubine 12 metara i dug 26,4 kilometra. Glavni primatelj sliva Mrsunje je vodotok Mrsunja I u ukupnoj dužini od 5,4 km. Mrsunja I dio je zatečene Mrsunje, koji je glavni primatelj s poljoprivrednih površina. Glavni sabirni kanal u slivu Mrsunja I je kanal Cvitkovo. Završetak kanala Mrsunje I je kod postojeće crpne stanice i ustave Mrsunja.
Na slivnom području Brodske Posavine planirana je akumulacija/retencija Pavlovac - Mrsunja, u općini Brodski Stupnik te izgradnja obaloutvrde uz Savu od ušća Mrsunje do postojeće obaloutvrde uz centar grada.
Izložena je raznim onečišćenjima. Jedna nastaju zbog ispiranja poljoprivrednih površina. Druga su otpadne vode industrijskih pogona priključena na javni sustav odvodnje. Neki od njih nemaju izvedene uređaje za prethodnu obradu otpadnih voda, pa se u Mrsunj ispušta nepročišćena otpadna voda.